# Walckenaeria gertschi
Walckenaeria gertschi là một loài nhện trong họ Linyphiidae. Loài này phân bố ở México.